# 은광

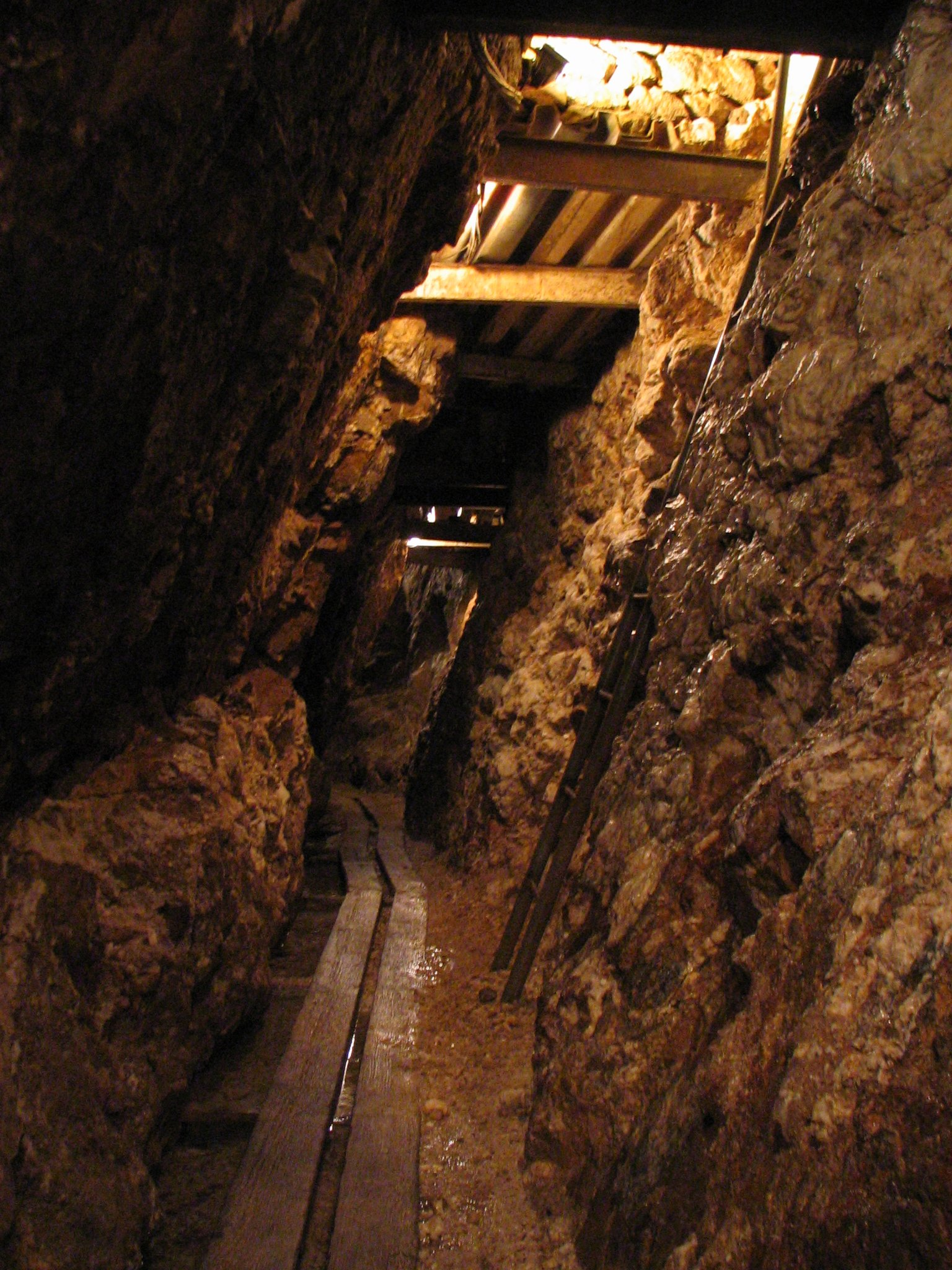
은광

은광(銀鑛)은 은을 캐내는 광산이다. 은은 고대 화폐로 사용되거나, 은으로 만든 물건 등으로 인해 은광 자체도 귀중한 존재이다.

## 생산 지역
멕시코는 2014년을 기준으로 세계에서 가장 은 생산량이 많은 지역이며, 5,000톤을 생산하고 있으며, 세계생산량 26,800톤 중 18.7를 차지한다.
| 광산                              | 국가           | 2010 생산량 |
| --------------------------------- | -------------- | ----------- |
| Cannington Silver/Lead/Zinc Mine  | 오스트레일리아 | 38.6 Moz    |
| Fresnillo 은광                    | 멕시코         | 38.6 Moz    |
| San Cristobal Polymetallic Mine   | 볼리비아       | 19.4 Moz    |
| Antamina Copper/Zinc Mine         | 페루           | 14.9 Moz    |
| Rudna 구리 광산                   | 폴란드         | 14.9 Moz    |
| w:en:Peñasquito Polymetallic Mine | 멕시코         | 13.9 Moz    |

## 같이 보기
- 금광